# Kelly Vitz
Kelly Vitz (10 de junho de 1988) é uma atriz norte-americana.

## Biografia
Nasceu em Hollywood, Califórnia. Seu primeiro papel foi em Escola de Super Heróis. aos pais de ascendência chinesa e alemã. Ela assistiu Highland Oaks Elementary, e graduou-se em Mira Escola Secundária Costa em 2006. Vitz tem uma irmã mais nova chamada Julia, que também é atriz.